# Bronza (obitelj)
Bronza su peraška patricijska obitelj Hrvata. 
Pripadala je bratstvu Šilopića (Sillopi). Poznati kao trgovci diljem Sredozemlja i uz europske obale Atlantskog oceana. Istakli su se u ratovima za Mletačku Republiku protiv Osmanlija i tripolitanskih i ulcinjskih gusara uz jug istočne obale Jadrana.
Andrija Balović ih u Peraškim analima bilježi da su doselili u Perast 1444. godine iz Skadra. Peraški dokumenti obitelj spominju od druge polovice 16. stoljeća. Pored rečenih uloga, zabilježeno je da su neki sudjelovali u pljačkaškim pohodima, poput Luke Nikolina koji je 1570. sudjelovao s Peraštanima i njihovim brodovima u pljačkaškom pohodu na poluotoku Pelješcu.
U mletačkim ratovima istakli su se u Kandijskom ratu i mletačko-turskom ratu 1714. – 1718. godine. Ivan Bronza je imenovan za zapovjednika gradske luke nakon uspostave mletačke vlasti u Herceg-Novom 1687. godine. Osobito su se u mletačkoj vojnoj službi istakla braća Ivan (1972. – 1749.) i Matija Bronza u mletačko-turskom ratu 1714. – 1718. godine. Osiguravali su plovne putove u jadrasnkom pomorju. Godine 1716. istaknuli se u borbama kod Krfa te kod Butrinta u Albaniji. Obojicu je mletački Senat nagradio za uspjehe u sukobima s turskim i gusarskim brodovima na moru, Matija je dobio zlatnu kolajnu, a Ivan je dukalom iz 1730. postao vitez sv. Marka.  Izvjesnog "Bronzu kavalira" opjevao je Andrija Kačić Miošić. Marko Bošković pretpostavlja se da je to vjerojatno Ivan iz 17. stoljeća, ali on nije imao naslov "cavaliere". Josip (1722. – 1784.), sin Ivana, mlađeg brata Matijina, student prava u Padovi, također se bavio obiteljskim tradicijskim djelatnostima i za uspješnu borbu protiv turskih gusara 1747. nagrađen je naslovom viteza sv. Marka. Bio je općinski načelnik. Zapisi Tripa Smeće bilježe da je Josip autor mletačkog kodeksa trgovačke mornarice koji je poslije postao norma za Mletke. Josip je opjevan u narodnoj pjesmi, a sva trojica su opisani u djelu iz 18. stoljeća Benemerenze della communita et universita di Perasto. Obitelj je dala gradske suce i kapetane.
Izumrla je u 19. stoljeću. Arhiv obitelji Bronze čuva se u Perastu u nadžupskom arhivu crkve sv. Nikole. Portreti članova obitelji nalaze se u peraškom Zavičajnom muzeju. Još jedan muzej čuva spomen na obitelj Bronza. Muzejska zbirka pri crkvi Gospa od Škrpjela sadrži slike brodova kojima su zapovijedali Bronze. Pothvati obitelji Bronza ilustrirani su na crtežima. Crteže Cvito Fisković pripisuje Juliju Baloviću. Bronze su u istočnom dijelu Perasta imali palaču ("Bronzina kuća"), u predjelu zvanom Luka, uz samu obalu. Danas je u ruševnom stanju.